# Donald Woods (skådespelare)
Donald Woods, född 2 december 1906 i Brandon, Manitoba, Kanada, död 5 mars 1998 i Palm Springs, Kalifornien, var en kanadensisk-amerikansk skådespelare.
Han har en stjärna för arbete inom television på Hollywood Walk of Fame vid adressen 6260 Hollywood Blvd.

## Filmografi, urval
- 1934 – Dimma över Frisco
- 1935 – Den laglösa staden
- 1936 – Louis Pasteur
- 1937 – Charlie Chan på Broadway
- 1942 – Kvinnohjärtan på villovägar
- 1943 – En dag skall komma
- 1945 – Mirakelmannen
- 1946 – Säj aldrig adjö
- 1953 – Skräcködlan
- 1969 – De sammanbitna